# 卡利亚里足球俱乐部
卡利亚里足球俱乐部（義大利語：Cagliari Calcio）是一家位於意大利西南部薩丁尼亞島卡利亞里市的足球會，於1920年成立，現時在意甲作賽。卡利亞里曾是意甲唯一一支來自撒丁島的球隊。球隊大部分處於甲組及乙組聯賽之間，唯一的錦標來自1970年的甲組聯賽冠軍，當時由前意大利國家隊名宿（Gigi Riva）領導，球隊其後並將他的11號球衣退休。

## 歷史
意甲以前
卡利亞里於1920年由一群薩丁尼亞的學生創立。球賽於1951/52年球季贏得轉制後首屆意丙冠軍，此前的冠軍由多於一隊共同分享。卡利亞里於餘下的1950年代一直留在意乙打滾，僅於1954年在升級附加賽失利而未能升上頂級聯賽。卡利亞里於1960年降級到意丙，兩年後贏得冠軍升班返回意乙，於1964年奪得意乙亞軍首次升班意甲。
首次登陸意甲：1964-1976年
「紅-藍」在意甲的首季有個壞開始，上半季僅取得9分位列榜末，但下半季球隊表現大躍進，先後擊敗及AC米蘭等傳統勁旅，取得34分與博洛尼亚同列第6位。兩季後射入18球首次成為意甲神射手，而同季卡利亞里34戰僅失17球，冠絕意甲。
1967年夏季卡利亞里以「芝加哥野馬」（Chicago Mustangs）的名義參加北美的「聯合足球聯會」（United Soccer Association），在「西區」（Western Division）取得13分獲得平頭第二位，比分組冠軍及最終總冠軍「羅省狼隊」（Los Angeles Wolves）少兩分。而隊中的罗伯托·博宁塞纳（Roberto Boninsegna）在12場聯賽上陣9場射入10球，成為聯賽神射手。
1968/69年球季卡利亞里開始展現奪標的實力，與及AC米蘭成三頭馬車一直鬥到季尾，最終費倫天拿贏得冠軍而卡利亞里屈居亞軍，以21球再奪神射手獎，AC米蘭同分得第三；翌季球隊加入安杰洛·多门吉尼（Angelo Domenghini）後順利贏得首個意甲錦標，全季30戰僅兩敗，整季失11球是至今歐洲頂級聯賽中最少的失球紀錄，而再以21球三奪神射手獎。
1970年代卡利亞里開始逐漸衰落，在退役的1976年球隊以墊底成績降班意乙。
上上落落：1976-2000年

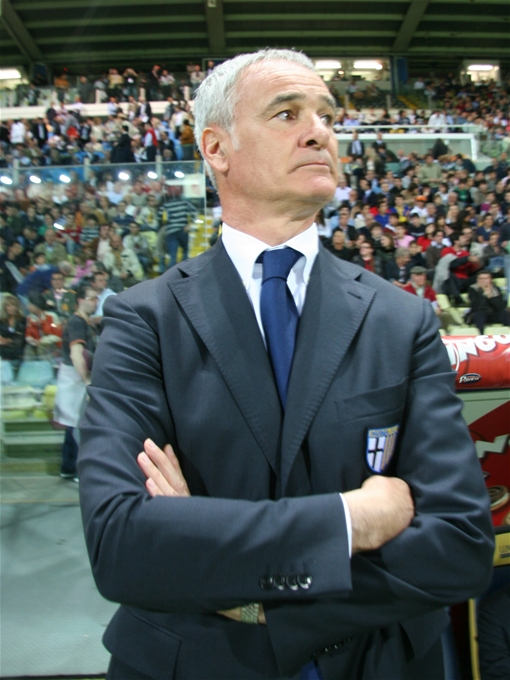
雲尼亞里帶領卡利亞里連續兩年升班

降班首季卡利亞里在意乙三隊同分競逐兩個升班席位，在附加賽1和1負失去立即重返意甲的機會。球隊於1979年獲得聯賽亞軍升班意甲。在頂級聯賽賽維持四季後，於1983年再次降班意乙。1980年代中後期可稱為卡利亞里的黑暗年代，球隊於1987年以包尾成績降班意丙。
卡利亞里在意丙兩季，於1988年委任為主帥，帶領球隊連續兩年升級，1989年首先升班意乙，翌年再升上意甲。升班頭兩年均在為護級而努力，最終因下半季的出色表現化險為夷。（Carlo Mazzone）於1991年接掌球隊後，於1992/93年球季帶領球隊取得聯賽第6位及一張歐洲足協盃入場勞。翌季卡利亞里晉級歐洲足協盃準決賽，兩回合累計3-5負於同國及最終冠軍國際米蘭，是這支薩丁尼亞球隊在歐洲賽場歷來最佳的成績。
此後數年卡利亞里只能保持中游成績，直到1996/97年球季球隊再次在榜末掙扎，在降班附加賽1-3負於皮亚琴察後降班意乙。翌季隨即以季軍成績重返意甲。但亦僅能維持兩季，於2000年又降班意乙。
千禧以後

logo

卡利亞里在意乙打滾四年，首三年只取得中游成績，直到2003/04年球季本地出生的回歸，隨即帶領球隊贏得聯賽冠軍重返意甲，升級首季取得第10位穩固意甲席位，更晉級意大利盃準決賽，兩回合累計2-4不敵最終冠軍的國際米蘭出局，蘇拿於季後退役。
2005/06年球季缺少了蘇拿的卡利亞里開季成績糟透了，球隊三度易帥，阿蒂奥·蒂塞尔（Attilio Tesser）、丹尼尔·阿里戈尼（Daniele Arrigoni）及戴维·巴拉迪尼（Davide Ballardini）先後繼任，直到内多·索内蒂（Nedo Sonetti）於11月上任才穩定下來，最終成功護級成功。 
2006/07年球季球隊聘請马尔科·詹保罗（Marco Giampaolo）出任主教練，但僅執教17場於2006年12月17日即被炒，由佛朗哥·科隆巴（Franco Colomba）走馬上任，但連串失望的戰績，於2007年2月26日在主場0-2負於後科隆巴亦難逃解雇的命運。詹保罗再次上馬，卡利亞里在聯賽煞科日驚險地保住意甲席位，僅比降班區域多1分。
2007/08年球季大將星散，主力前鋒大衛·蘇亞素、（Mauro Esposito）、（Antonio Langella）以至經驗老到的門將（Antonio Chimenti）相繼離隊。球隊惟有起用年青球員如（Robert Acquafresca）、〔Alessandro Matri〕、（Pasquale Foggia）、阿根廷人（Joaquín Larrivey）及斯洛文尼亞人（Jan Koprivec）。詹保罗續任主帥，但於2007年11月13日在球隊僅得9分位處聯賽榜末，索内蒂第三度回朝取代詹保罗執教，但球隊仍無起色，在1-5負於後，於12月27日在上任僅一個月後，索内蒂亦被解雇，由巴拉迪尼執掌帥印，卡利亞里表現大翻身，在21輪聯賽取得32分，在尚餘一輪比賽已確保成功護級。但巴拉迪尼與球隊未能取得續約協議，於2008年5月28日離隊。

### 聯賽紀錄
| 級別 | 屆數 | 首次參賽    | 最近參賽    |
| ---- | ---- | ----------- | ----------- |
| 意甲 | 42   | 1964/1965年 | 2021/2022年 |
| 意乙 | 29   | 1931/1932年 | 2015/2016年 |
| 意丙 | 13   | 1928/1929年 | 1988/1989年 |

## 主場球場

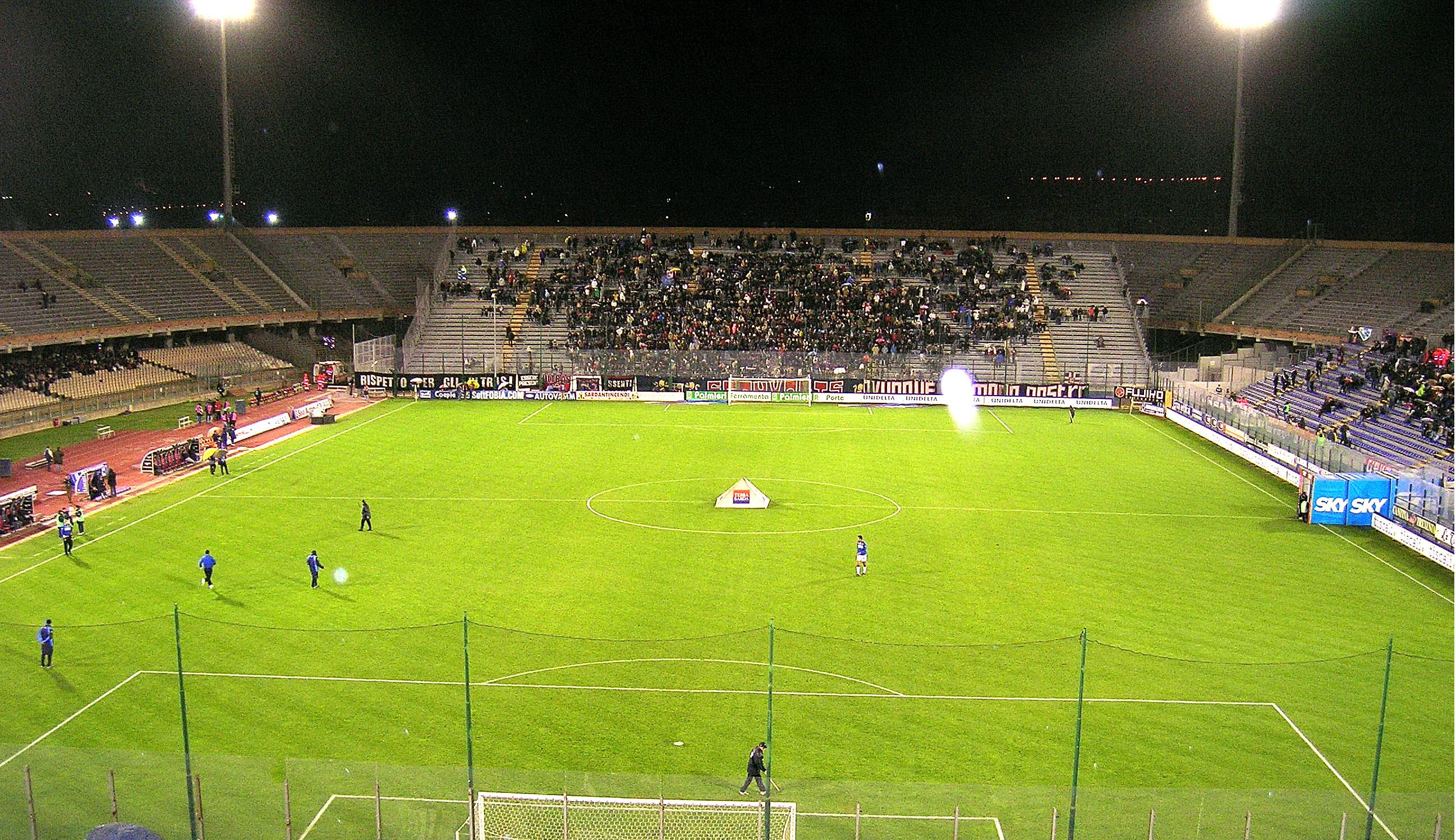
聖埃利亞球場

聖伊利亞球場（Stadio Comunale Sant'Elia）是位於義大利卡利亞里的足球運動場，是卡利亞里足球會的前主場球場。聖伊利亞在卡利亞里於1969/70年球季首獲意甲冠軍後的1970年建造，現時可容23,486名觀眾。
聖伊利亞初期容量達到60,000人，在對時曾創下入場人數約達70,000的紀錄，為主辦1990年世界盃聖伊利亞進行重大改建，容量減到39,905人，期間舉行三場"F"組的分組初賽，包括英格蘭1-1賽和愛爾蘭、英格蘭0-0賽和荷蘭及英格蘭1-0擊敗埃及。
卡利亞里在踏入千禧年代一直在意乙作賽，入場觀眾數目銳減，聖伊利亞在2002/03年球季前再次改建，在球門後的田徑跑道加建看台以縮短看台與草坪之間的距離，原本的看台維持不變，改建後容量幾乎減半到23,486座，遭受到外界嚴厲的批評。
卡利亞里會長马西莫·切利诺（Massimo Cellino）計畫興建新球場供球隊使用，並願意由私人承擔財務責任，但為卡利亞里市長所拒。惟計畫仍然繼續，於2007年9月披露初稿，由切利诺及卡利亞里足球會全資興建，容量約為25,000人，計畫於2009年動工，約於一年後落成。
2012年，新主场啟用，2012-13赛季卡利亞里将在位于撒丁岛的阿里纳斯体育场进行比賽，该球场目前可以容纳16,200人。

## 球會榮譽
- 意甲冠軍（1次）：1969-70赛季

## 著名球員
- （Enzo Francescoli）
- （Gigi Riva）
- （Cristiano Zanetti）
- （Gianfranco Zola）

## 外部連結
- 官方網站（页面存档备份，存于）（意大利文）